# Kazachs voetbalelftal in 2010
Het Kazachs voetbalelftal speelde in totaal zes interlands in het jaar 2010, waaronder vier duels in de kwalificatiereeks voor de EK-eindronde 2012 in Polen en Oekraïne. De ploeg stond in 2010 onder leiding van bondscoach Bernd Storck, die aftrad na de 3-0 thuisnederlaag op 12 oktober tegen Duitsland. Hij werd vervangen door de Tsjech Miroslav Beránek. Op de FIFA-wereldranglijst zakte Kazachstan in 2010 van de 125ste (januari 2010) naar de 138ste plaats (december 2010). Twee spelers speelden in alle zes duels mee: doelman Andrey Sidelnikov en middenvelder Azat Nurgalijev.

## Balans
| Wedstrijden | Wedstrijden | Wedstrijden | Wedstrijden | Doelpunten | Doelpunten | Doelpunten | Punten |
| Gespeeld    | Winst       | Gelijk      | Verlies     | Voor       | Tegen      | Saldo      | Punten |
| ----------- | ----------- | ----------- | ----------- | ---------- | ---------- | ---------- | ------ |
| 6           | 1           | 0           | 5           | 3          | 12         | –9         | 0.333  |

## Interlands
|                                                              |                        |       |            |                                                                                       |
| 3 maart Vriendschappelijk № 124 «onderlinge duels» 18:30 uur | Moldavië               | 1 – 0 | Kazachstan | Atatürk Stadion, Antalya Toeschouwers: 500 Scheidsrechter: Vladislav Bezborodov (RUS) |
| 3 maart Vriendschappelijk № 124 «onderlinge duels» 18:30 uur | Alexandru Epureanu 65' |       |            | Atatürk Stadion, Antalya Toeschouwers: 500 Scheidsrechter: Vladislav Bezborodov (RUS) |

|                                                                  |                                                                     |       |                 |                                                                                |
| 11 augustus Vriendschappelijk № 125 «onderlinge duels» 15:00 uur | Kazachstan                                                          | 3 – 1 | Oman            | Astana Arena, Astana Toeschouwers: 6.500 Scheidsrechter: Ravshan Irmatov (UZB) |
| 11 augustus Vriendschappelijk № 125 «onderlinge duels» 15:00 uur | Andrei Karpovich 20' Nurbol Zhumaskaliev 43' Hussein Ali 62' (e.d.) |       | 64' Hussein Ali | Astana Arena, Astana Toeschouwers: 6.500 Scheidsrechter: Ravshan Irmatov (UZB) |

|                                                                |            |                                                     |         |                                                                            |
| 3 september EK-kwalificatie № 126 «onderlinge duels» 17:00 uur | Kazachstan | 0 – 3                                               | Turkije | Astana Arena, Astana Toeschouwers: 15.800 Scheidsrechter: István Vad (HUN) |
| 3 september EK-kwalificatie № 126 «onderlinge duels» 17:00 uur |            | 24' Arda Turan 26' Hamit Altıntop 76' Nihat Kahveci |         | Astana Arena, Astana Toeschouwers: 15.800 Scheidsrechter: István Vad (HUN) |

|                                                                |                                      |       |            |                                                                                      |
| 7 september EK-kwalificatie № 127 «onderlinge duels» 19:30 uur | Oostenrijk                           | 2 – 0 | Kazachstan | Red Bull Arena, Salzburg Toeschouwers: 22.500 Scheidsrechter: Marijo Strahonja (CRO) |
| 7 september EK-kwalificatie № 127 «onderlinge duels» 19:30 uur | Roland Linz 90+1' Erwin Hoffer 90+2' |       |            | Red Bull Arena, Salzburg Toeschouwers: 22.500 Scheidsrechter: Marijo Strahonja (CRO) |

|                                                              |            |                                         |        |                                                                              |
| 8 oktober EK-kwalificatie № 128 «onderlinge duels» 17:00 uur | Kazachstan | 0 – 2                                   | België | Astana Arena, Astana Toeschouwers: 8.500 Scheidsrechter: Marcin Borski (POL) |
| 8 oktober EK-kwalificatie № 128 «onderlinge duels» 17:00 uur |            | 52' Marvin Ogunjimi 70' Marvin Ogunjimi |        | Astana Arena, Astana Toeschouwers: 8.500 Scheidsrechter: Marcin Borski (POL) |

|                                                               |            |                                                       |           |                                                                                 |
| 12 oktober EK-kwalificatie № 129 «onderlinge duels» 18:00 uur | Kazachstan | 0 – 3                                                 | Duitsland | Astana Arena, Astana Toeschouwers: 20.000 Scheidsrechter: Alexandru Tudor (ROM) |
| 12 oktober EK-kwalificatie № 129 «onderlinge duels» 18:00 uur |            | 48' Miroslav Klose 76' Mario Gómez 85' Lukas Podolski |           | Astana Arena, Astana Toeschouwers: 20.000 Scheidsrechter: Alexandru Tudor (ROM) |

## FIFA-wereldranglijst
| JAN | FEB | MAR | APR | MEI | JUN | JUL | AUG | SEP | OKT | NOV | DEC |
| --- | --- | --- | --- | --- | --- | --- | --- | --- | --- | --- | --- |
| 125 | 123 | 129 | 129 | 129 | 129 | 126 | 125 | 126 | 137 | 137 | 138 |

## Statistieken
| Andrey Sidelnikov     | 1980-03-08 | FK Aktobe           | 6 | 0 | 0 | 6  | 0 |
| Verdediging           |            |                     |   |   |   |    |   |
| Rinat Abdulin         | 1982-04-14 | Tobol Kostanay      | 5 | 1 | 0 |    |   |
| Aleksandr Kirov       | 1984-09-04 | Lokomotiv Astana    | 5 | 0 | 0 |    |   |
| Aleksandr Kislitsyn   | 1986-03-08 | Sjachtjor Karaganda | 5 | 0 | 0 | 13 | 0 |
| Aleksey Popov         | 1978-07-07 | Amkar Perm          | 4 | 0 | 0 |    |   |
| Mikhail Rozhkov       | 1983-12-27 | Lokomotiv Astana    | 2 | 4 | 0 | 6  | 0 |
| Farkhadbek Irismetov  | 1981-08-10 | Tobol Kostanay      | 2 | 1 | 0 | 34 | 0 |
| Sergey Karimov        | 1986-12-21 | VfL Wolfsburg II    | 1 | 0 | 0 | 1  | 0 |
| Yuriy Logvinenko      | 1988-07-22 | FK Aktobe           | 1 | 0 | 0 | 9  | 0 |
| Middenveld            |            |                     |   |   |   |    |   |
| Azat Nurgalijev       | 1987-06-30 | Tobol Kostanay      | 6 | 0 | 0 |    |   |
| Andrei Karpovich      | 1981-01-18 | FK Aktobe           | 5 | 0 | 1 | 49 | 3 |
| Maksim Azovskiy       | 1986-06-04 | Lokomotiv Astana    | 3 | 1 | 0 |    |   |
| Kazbek Geteriev       | 1985-06-30 | Spartak Nalchik     | 3 | 0 | 0 |    |   |
| Heinrich Schmidtgal   | 1985-11-20 | Rot-Weiß Oberhausen | 3 | 0 | 0 |    |   |
| Evgeniy Averchenko    | 1982-04-06 | FK Aktobe           | 2 | 2 | 0 |    |   |
| Gleb Maltsev          | 1988-03-07 | Irtysj Pavlodar     | 1 | 1 | 0 |    |   |
| Vyacheslav Erbes      | 1988-01-14 | Lokomotiv Astana    | 1 | 0 | 0 |    |   |
| Zhambyl Kukeev        | 1988-09-20 | Lokomotiv Astana    | 1 | 0 | 0 |    |   |
| Sergey Skorykh        | 1984-05-25 | Sjachtjor Karaganda | 0 | 2 | 0 | 27 | 0 |
| Denis Rodionov        | 1985-07-26 | Zhetysu Taldykorgan | 0 | 1 | 0 |    |   |
| Aanval                |            |                     |   |   |   |    |   |
| Nurbol Zhumaskaliev   | 1981-05-11 | Tobol Kostanay      | 5 | 0 | 1 |    |   |
| Sergej Chizjnitsjenko | 1991-07-17 | FC Atıraw           | 3 | 2 | 0 |    |   |
| Sergej Ostapenko      | 1986-02-23 | Lokomotiv Astana    | 2 | 0 | 0 |    |   |
| Andrey Finonchenko    | 1982-06-21 | Sjachtjor Karaganda | 0 | 2 | 0 |    |   |

KFF · A-internationals · Bondscoaches · Statistieken · Kazachs vrouwenelftal · Olympisch elftal · Kazachstan U21 · Kazachstan U20 · Kazachstan U19 · Kazachstan U18 · Kazachstan U17
1992 – 1999 · 2000 – 2009 · 2010 – 2019 · 2020 – 2029
1992 · 1993 · 1994 · 1995 · 1996 · 1997 · 1998 · 1999 · 2000 · 2001 · 2002 · 2003 · 2004 · 2005 · 2006 · 2007 · 2008 · 2009 · 2010 · 2011 · 2012 · 2013 · 2014 · 2015 · 2016 · 2017 · 2018 · 2019 · 2020 · 2021 · 2022 · 2023 ·
2024 · 2025
Albanië ·
Andorra ·
Armenië ·
Azerbeidzjan ·
Bahrein ·
België ·
Bosnië en Herzegovina ·
Bulgarije ·
Burkina Faso ·
China ·
Curaçao ·
Cyprus ·
Denemarken ·
Duitsland ·
Engeland ·
Estland ·
Faeröer ·
Finland ·
Frankrijk ·
Georgië ·
Griekenland ·
Hongarije · 
Ierland ·
IJsland ·
Irak ·
Iran ·
Japan ·
Jordanië ·
Kirgizië ·
Koeweit ·
Kroatië ·
Laos ·
Letland ·
Libanon ·
Libië ·
Liechtenstein ·
Litouwen ·
Litouwen ·
Luxemburg ·
Malta ·
Moldavië ·
Montenegro ·
Nederland ·
Nepal ·
Noord-Ierland ·
Noord-Korea ·
Noord-Macedonië ·
Noorwegen ·
Oekraïne ·
Oezbekistan ·
Oman ·
Oostenrijk ·
Pakistan ·
Palestina ·
Polen ·
Portugal ·
Qatar ·
Roemenië ·  
Rusland ·
San Marino ·
Saoedi-Arabië ·
Schotland ·
Servië ·
Singapore ·
Slovenië ·
Slowakije ·
Syrië ·
Tadzjikistan ·
Thailand ·
Tsjechië ·
Turkmenistan ·
Turkije ·
Verenigde Arabische Emiraten ·
Vietnam ·
Wales ·
Wit-Rusland ·
Zuid-Korea ·
Zweden